# Selección masculina de hockey sobre hierba de Sudáfrica

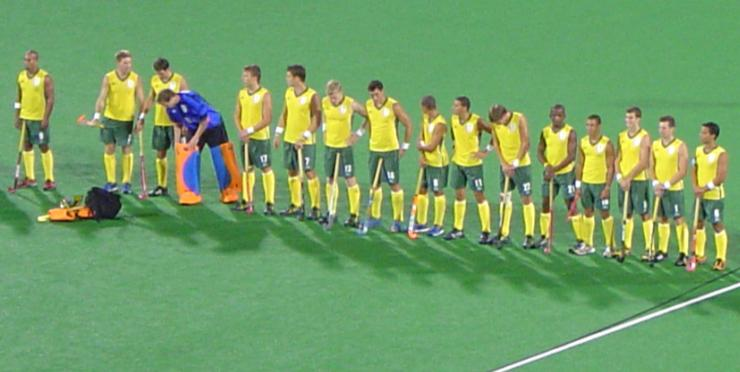
El equipo de hockey sobre césped de Sudáfrica en los Juegos Olímpicos de Verano de 2008 justo antes del partido contra Gran Bretaña en los estados del grupo. Desde la izquierda: E. Smith, Symons, McDade, Hibbert, Abbott, Gallagher, Blake, Rose-Innes, Harper, Abrahams, Hammond, Tsolekile, Bam, A. Smith, Cronje, Jacobs.

La selección masculina de hockey sobre hierba de Sudáfrica es el equipo de hockey sobre hierba que representa a Sudáfrica en los campeonatos de selecciones masculinas.
En el 2020 participará en los Juegos Olímpicos de Tokio.

## Resultados

### Juegos Olímpicos
- 1996 – 10°
- 2004 – 10°
- 2008 – 12°
- 2012 – 11°
- 2020 – Qualified

### Campeonato Mundial
- 1994 – 10°
- 2002 – 13°
- 2006 – 12°
- 2010 – 10°
- 2014 – 11°
- 2018 – 16°

### Copa Africana de Naciones
- 1993 – 1°
- 1996 – 1°
- 2000 – 1°
- 2005 – 1°
- 2009 – 1°
- 2013 – 1°
- 2017 – 1°

### Juegos Africanos
- 1995 – 1°
- 1999 – 1°
- 2003 – 2°

### Clasificatorio Olímpico Africano
- 2007 – 1°
- 2011 – 1°
- 2015 – 1°
- 2019 – 1°

### Juegos de la Commonwealth
- 1998 – 5°
- 2002 – 4°
- 2006 – 8°
- 2010 – 5°
- 2014 – 5°
- 2018 – 10°

### Liga Mundial de Hockey
- 2012–13 – 15°
- 2014–15 – 22°
- 2016–17 – 18°

### Campeones Challenge I
- 2001 – 2°
- 2003 – 3°
- 2005 – 5°
- 2009 – 5°
- 2011 – 3°
- 2012 – 7°